# Frontilabrus
Frontilabrus és un gènere de peixos de la família dels làbrids i de l'ordre dels perciformes.

## Taxonomia
- Frontilabrus caeruleus (Randall i Condé, 1989)[2][3][4]